# Nonett (Spohr)
Das Nonett in F-Dur (op. 31; im Erstdruck Grand Nonetto genannt) für Violine, Viola, Violoncello, Kontrabass, Flöte, Oboe, Klarinette, Fagott und Horn ist ein kammermusikalisches Werk von Louis Spohr aus dem Jahre 1813. Es entstand auf Anregung von Johann Tost und zählte zeitlebens zu Spohrs beliebtesten Werken. Eine Aufführung dauert eine gute halbe Stunde.
Spohrs Nonett gilt als das erste seiner Gattung. Das Werk kombiniert Anklänge an das Divertimento der Wiener Klassik mit frühromantischen Ansätzen.

## Hintergrund und Entstehung
In seiner kurzen, zwei Jahre dauernden Zeit in Wien von 1813 bis 1815 (als Kapellmeister am Theater an der Wien) schrieb Spohr vornehmlich kammermusikalische Werke. Eine Triebfeder dafür mag eine Begegnung mit dem Industriellen und Mäzen Johann Tost gewesen sein, der heutzutage allenfalls noch als Auftraggeber für die haydnschen Tost-Quartette bekannt ist. In seinen „Lebenserinnerungen“ berichtet Spohr, dass Tost ihn gebeten habe, ihm für drei Jahre und ein angemessenes Honorar alle in Wien geschriebene Musik als Eigentum zu überlassen, indem er sämtliche Manuskripte dazu an ihn abgebe. Nach Ablauf dieser Zeitspanne könne er die Handschrift wiedererhalten, davor sollten Aufführungen nur als Leihgabe und in Anwesenheit Tosts stattfinden. Dabei soll er sich auch Musik für Privataufführungen gewünscht haben, unter anderem explizit „Septette, Oktette und Nonette für Streich- und Blasinstrumente gemischt.“
Spohr willigte nach einigem Überlegen und Nachforschen ein. Die eher ungewöhnliche Konstellation ermöglichte es ihm schließlich, seine Kammermusik mit Tosts finanziellen Mitteln von erstklassigen Wiener Künstlern aufführen zu lassen. Wahrscheinlich begann Spohr ab dem September 1813 mit den kompositorischen Arbeiten am Nonett. Es wurde im Winter 1813 und 1814 mit großem Erfolg mehrmals aufgeführt, wobei exakte Daten nicht mehr zu rekonstruieren sind – die erste auf den Tag genau bekannte Aufführung fand am 25. Februar 1818 in Frankfurt am Main statt. Tost geriet aber bereits 1814 in wirtschaftliche Schwierigkeiten, die ihm die Auszahlung ausstehender Honorare unmöglich machten. Er gab daher alle Handschriften an Spohr zurück, der sie anschließend den Verlegern Sigmund Anton Steiner und Pietro Mechetti anbot. Im Herbst 1815 überließ er sie letztlich Steiner, zu einer Drucklegung kam es aber erst vier Jahre später.
Es existieren mehrere Bearbeitungen: 1818, also ein Jahr vor Drucklegung des Originals, erschien eine Quintettbearbeitung für Klavier, Flöte, Violine, Viola und Violoncello von Johann Friedrich Schwencke. Eine Verfassung für Klavier zu vier Händen von J.B. Breitenstein wurde 1827 veröffentlicht. Das Autograph ist verschollen.

## Form und Musik
Formal kann das Nonett hinsichtlich seiner Besetzung als Kombination eines Streichquartetts mit einem Holzbläserquintett gesehen werden, die ähnlich zwei Chören gegenübergestellt werden. (Das Horn ist zwar eigentlich ein Blechblasinstrument, harmoniert aber klanglich mit den Holzbläsern.) Ziel der Komposition war es unter anderem, die Charaktereigenschaften jedes Instruments herauszuarbeiten. Formstiftendes Hauptelement ist die Sonatensatzform.
Die vier Sätze lauten wie folgt:
1. Allegro (F-Dur)
2. Scherzo: Allegro (d-Moll) – Trio I (D-Dur) – Trio II (B-Dur)
3. Adagio (B-Dur)
4. Finale: Vivace (F-Dur)

Der Gegensatz von Streichquartett und Holzbläserquintett wirkt auch insofern prägend, als dass einzelne Instrumente selten aus ihrem Register ausbrechen und dann miteinander ein Wechselspiel entfalten. Motivisches Material entwickelt sich vielmehr innerhalb der jeweiligen Instrumentengruppe – dann allerdings mit großem Variantenreichtum, die durch die vergleichsweise hohe Zahl an Instrumenten möglich ist. Zugleich werden sinfonische Anklänge geweckt, etwa durch typische Unisonospiel-Kombinationen (z. B. Violine mit Klarinette), durch die Viersätzigkeit oder auch durch den anspruchsvollen Violinenpart. Auch Spohrs ausgefeilte Kontrapunktik zeigt sich, vornehmlich im Scherzo.